# Bahnhof Berlin-Biesdorf
Der Bahnhof Berlin-Biesdorf ist ein S-Bahn-Haltepunkt im Berliner Ortsteil Biesdorf im Bezirk Marzahn-Hellersdorf an der Ostbahn, der von der S-Bahn-Linie S 5 bedient wird.

## Lage
Die Station liegt nördlich des alten Dorfkerns von Biesdorf am Streckenkilometer 8,6 der Ostbahn. An der Westseite der Anlagen kreuzt die Oberfeldstraße die Bahntrasse (für Autos kein Bahnübergang). Richtung Norden schließt sich das Wohngebiet Biesdorf-Nord an.
Der Haltepunkt Berlin-Biesdorf liegt in der Tarifzone Berlin B des Verkehrsverbunds Berlin-Brandenburg.

## Geschichte
Der S-Bahnhof wurde am 1. August 1885, 18 Jahre nach dem Bau der Ostbahn, eröffnet. Die zwei damals erbauten Bahnsteige befinden sich noch ziemlich genau dort, wo sie einst angelegt wurden. Die Eröffnung der Strecke und des Bahnhofs waren von großer Bedeutung, da so die Einwohnerzahlen in Biesdorf und benachbarten Gemeinden anstiegen und dadurch ein wirtschaftliches Wachstum möglich wurde. Nach der Eröffnung des S-Bahnhofs Mahlsdorf war dies eine stark frequentierte Strecke. Deshalb war der Bahnhof Biesdorf einer der ersten, der am 6. November 1928 auf elektrischen Betrieb umgestellt wurde.

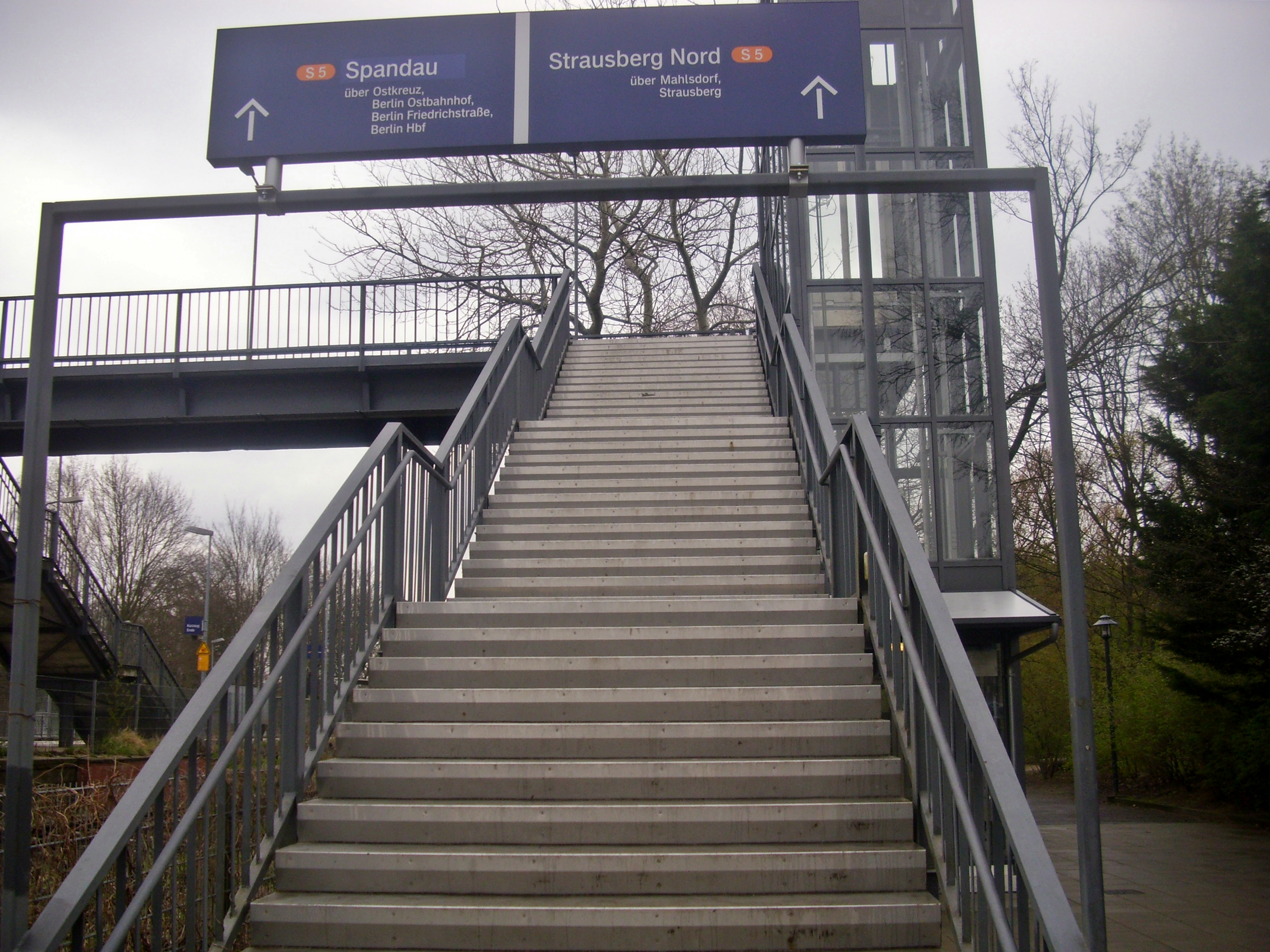
Fußgängerbrücke, rechts daneben der Aufzug

Für sichere Zugänge ohne Querung der Gleise über die Oberfeldstraße baute die Deutsche Reichsbahn im Jahr 1942 eine hölzerne Fußgängerbrücke. 1968 wurde die Brücke durch eine Stahlbrücke ersetzt. Wegen Kriegsschäden war der komplette Bahnhof von April bis Juli 1945 geschlossen.
Am 9. Januar 1954 wurde auf einem Bahnübergang am Bahnhof Biesdorf ein Autobus der Linie A37 von einem in östliche Richtung fahrenden Eisenbahnzug erfasst. Ein Fahrgast wurde getötet, weitere wurden verletzt.
Zwischen 1956 und 1973 wurde die Linie 37 als Oberleitungsbus betrieben. Damit war die niveaugleiche Kreuzung der Trasse des O-Busses auf der Oberfeldstraße mit den Gleisen eine Besonderheit. Im Jahr 1984 wurde der Bahnübergang endgültig für den Autoverkehr geschlossen. Über den damals gerade fertiggestellten, etwa 500 Meter östlich gelegenen Blumberger Damm kann seitdem die Bahntrasse auf einer Brücke überquert werden.
Im Zusammenhang mit umfangreichen Wohnungsbaumaßnahmen in den östlichen Stadtbezirken hatte die Reichsbahn das Gleisnetz um den Biesdorfer Bahnhof in den 1980er Jahren vollständig neu strukturiert. Etwa einen Kilometer westlich entstand das Biesdorfer Kreuz, in dessen Zentrum ein See in Dreiecksform angelegt wurde.
Die S-Bahn Berlin wird seit der politischen Wende durch die S-Bahn Berlin GmbH, einer Tochtergesellschaft der Deutschen Bahn (DB), betrieben. Diese kümmerte sich um die Sanierung aller Strecken, unter anderem wurden Ende 1992 bis Anfang 1993 sämtliche Gleise zwischen den Bahnsteigen in Biesdorf erneuert.
Zwischen Juli 2010 und Mitte 2011 ließ die Deutsche Bahn Aufzüge installieren, um den Bahnhof barrierefrei zu gestalten.

## Anlagen

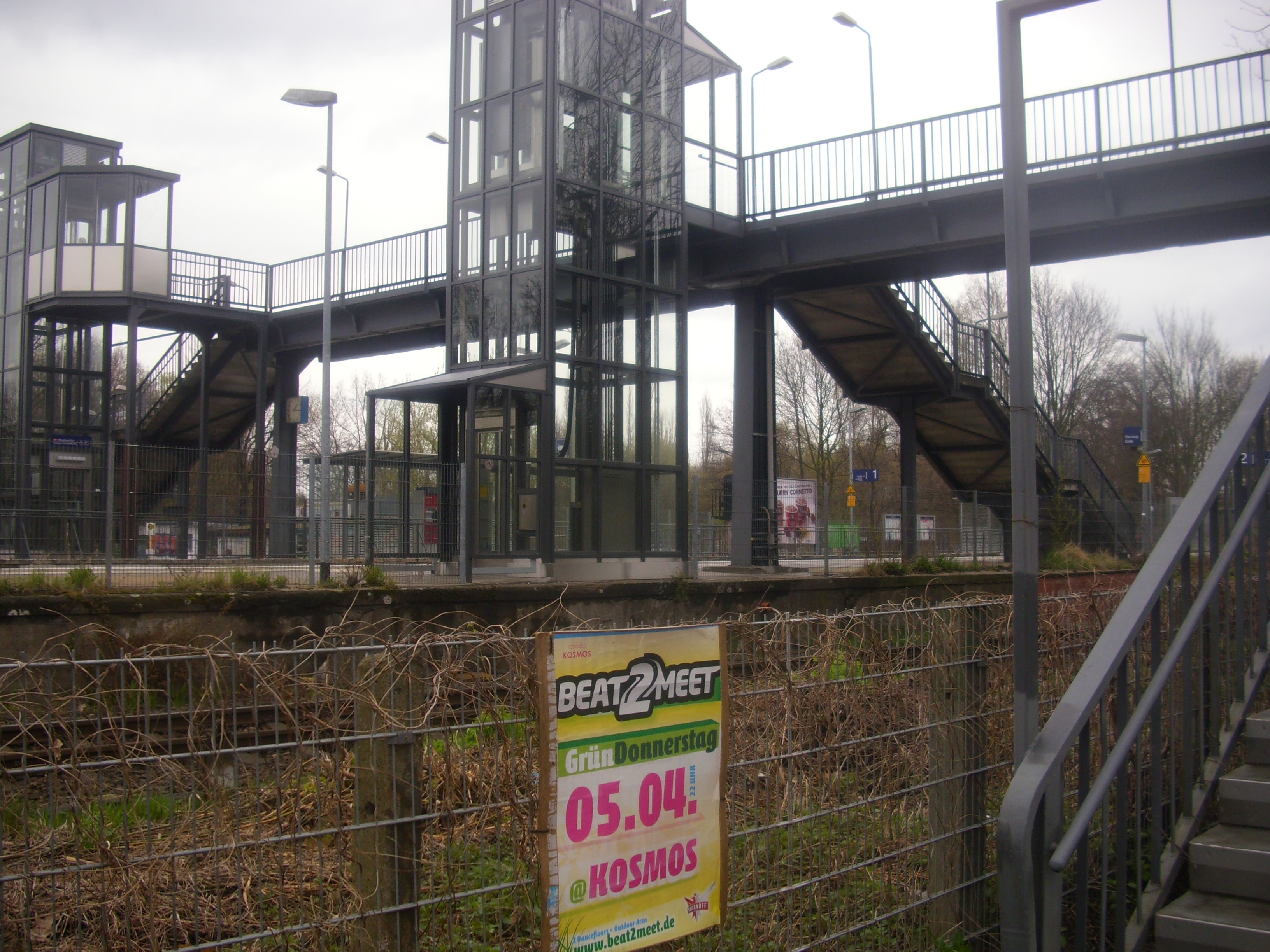
Fußgängerbrücke mit Aufzügen

Der Bahnhof besitzt zwei Außenbahnsteige. Der nördliche Bahnsteig für die stadteinwärts fahrenden Züge ist direkt von der nördlich anschließenden Umgebung zu erreichen, der südliche Bahnsteig ist nur über eine Fußgängerbrücke zugänglich. An ihn schließt sich das Ferngleis der Ostbahn an. Zwei Aufzüge von beiden Bahnsteigen führen auf die Fußgängerbrücke.

## Anbindung
| Linie | Verlauf | Takt |
| ----- | --- | ---- |
|       | Westkreuz – Charlottenburg – Savignyplatz – Zoologischer Garten – Tiergarten – Bellevue – Hauptbahnhof – Friedrichstraße – Hackescher Markt – Alexanderplatz – Jannowitzbrücke – Ostbahnhof – Warschauer Straße – Ostkreuz – Nöldnerplatz – Lichtenberg – Friedrichsfelde Ost – Biesdorf – Wuhletal – Kaulsdorf – Mahlsdorf – Birkenstein – Hoppegarten – Neuenhagen – Fredersdorf – Petershagen Nord – Strausberg – Hegermühle – Strausberg Stadt – Strausberg Nord \|\| 10 min (im Tagesverkehr) 20 min (Schwachverkehrszeiten) |      |

Auf der nördlichen Seite des Bahnhofs gibt es eine Buswendeschleife mit zwei Bussteigen, die von den Bussen der Linie 192 in Richtung S-Bahnhof Friedrichsfelde Ost bzw. S-Bahnhof Marzahn genutzt wird.